# Ahu Yağtu
Ahu Yağtu est une actrice turque et un mannequin connue pour son apparition à la télévision dans le drame de Ninety-Sixty-Ninety (2001) ainsi que pour le personnage de fiction Candan dans la série Paramparça,.

## Biographie
Yağtu fait ses débuts au cinéma en 2001 en interprétant le rôle d'Esin dans la série 90-60-90 et plus tard pour avoir joué dans Savcinin karisi en 2005. En 2010, elle apparaît dans la série télévisée Aşk ve Ceza. À partir de 2014, elle joue dans la série télévisée Paramparça.

## Filmographie

### Séries TV
- Paramparça (2014) Candan Soylu
- Bir Çocuk Sevdim (2011) Begüm
- Bir Avuç Deniz (2011) Aylın
- Aşk ve ceza (2010) Pelin
- Komiser Nevzat (2007) Zeynep
- 29-30 (2006) Néant
- Savcının karısı (2005) de la Cee
- Kampüsistan (2003)
- 90-60-90 (2001) Esin